# プード

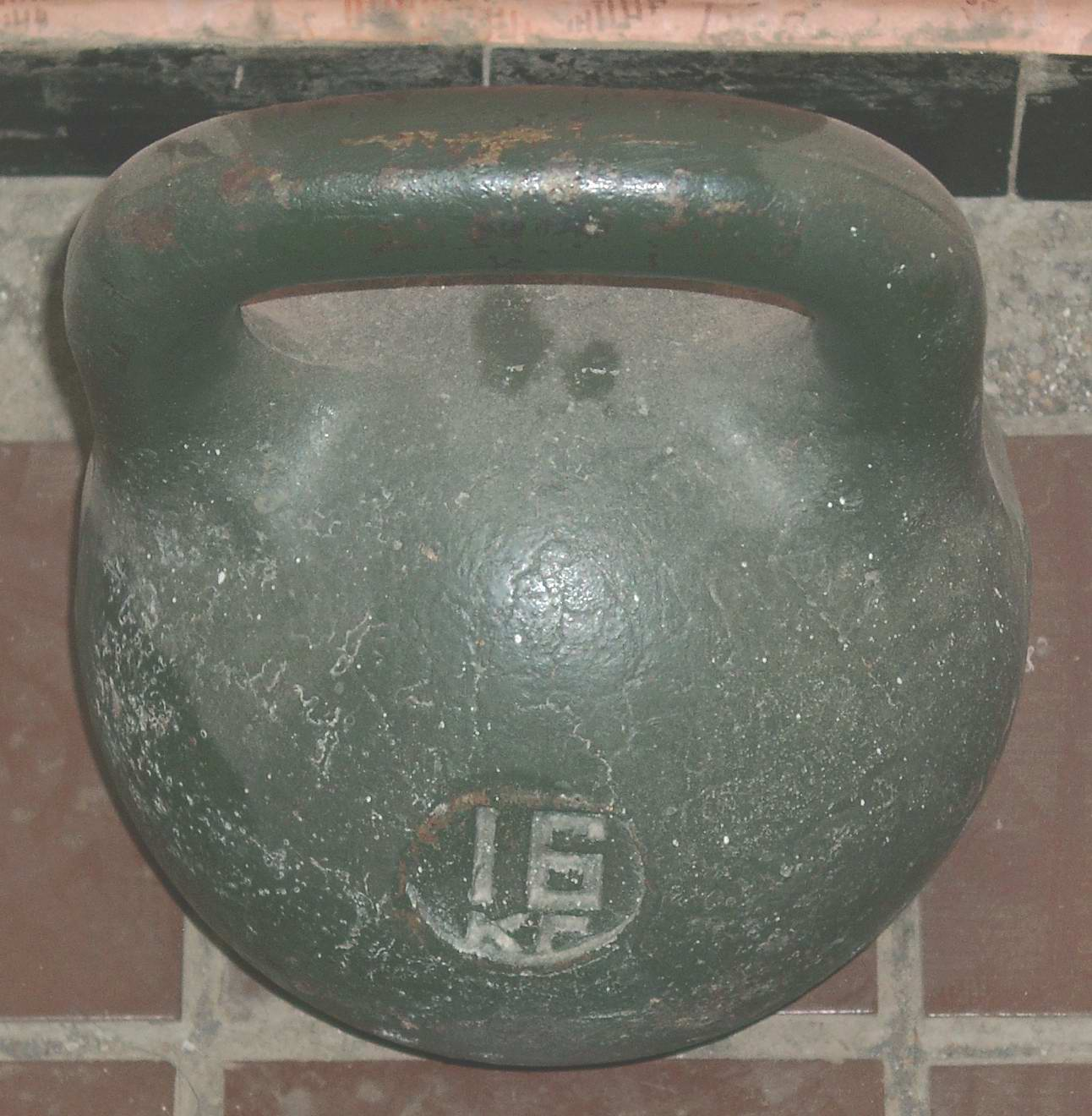
1プードのケトルベル

プード（ロシア語: пуд）は、かつて使用されたルーシの重量の単位である。
1プードは40フント（ロシアポンド）に等しい。SI単位では約16.38キログラム、ヤード・ポンド法では36.11ポンドに相当する。
プードは現在のロシアのほかベラルーシ、ウクライナで使用されていた。プードが最初に見られるのは12世紀の書物である。他のロシア固有の単位とともに、ロシア革命後の1924年にメートル法に切り換えられた。しかし、農業（特に穀物）について書かれた書物では、今でも見ることができる。
ロシアの作家のアントン・チェーホフは、自らの戯曲『かもめ』について、「文学についてのふんだんな会話、少ない事件、5プードの恋愛」であると述べている。これは、「とても重たい恋愛」の意味で使われている。